# Wettsteinia inversa
Wettsteinia inversa là một loài rêu tản trong họ Adelanthaceae. Loài này được (Sande Lac.) Schiffner miêu tả khoa học lần đầu tiên năm.